# Espécie

A estrutura hierárquica da classificação científica usada em biologia

Espécie (do latim: species, "tipo" ou "aparência"; abreviado: "spec." ou "sp." singular, ou "spp." plural – abreviaturas sempre escritas em letras não-itálicas), é um conceito fundamental da Biologia que designa a unidade básica do sistema taxonómico utilizado na classificação científica dos seres vivos. Para Darwin as espécies, bem como os gêneros, são como "meras combinações artificiais feitas por conveniência". Em contrapartida, dois biólogos americanos, Ernst Mayr e Theodosius Dobzhansky, na década de 30, no qual sugeriram um teste que poderia ser usado para decidir se duas populações faziam parte de uma mesma espécie ou de espécies distintas. Com isso reconheceram organismos como membros de uma mesma espécie capazes de se acasalar na natureza e produzir descendentes férteis. Embora existam múltiplas definições, nenhuma delas consensual, o conceito estrutura-se em torno da constituição de agrupamentos de indivíduos (os espécimes) com profundas semelhanças estruturais e funcionais recíprocas, resultantes da partilha de um cariótipo idêntico, expresso numa estrutura cromossómica das células diploides similar, que lhes confere acentuada uniformidade bioquímica e a capacidade de reprodução entre si, originando descendentes férteis e com o mesmo quadro geral de caracteres, num processo que, quando envolva um organismo sexuado, deve permitir descendentes férteis de ambos os sexos. Apesar de terem sido propostas múltiplas definições mais precisas, a dificuldade em encontrar uma definição universal para o conceito levou ao aparecimento do chamado problema da espécie e à adoção de formulações flexíveis utilizadas de forma pragmática em função das especificidades do grupo biológico a que o conceito é aplicado.

## Conceito multidimensional de espécie

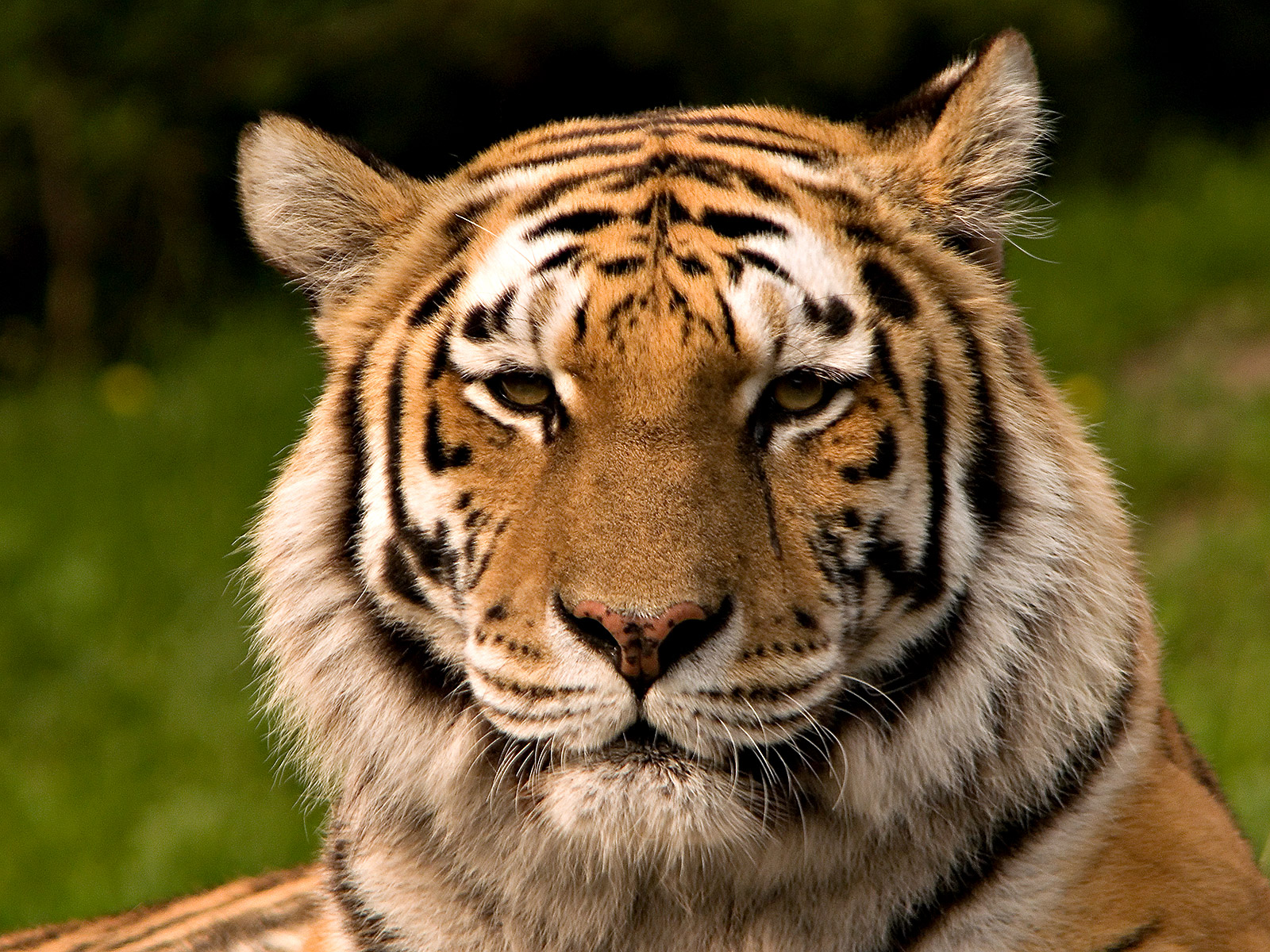
Panthera tigris, uma espécie de animal do filo dos cordados, classe dos mamíferos, ordem dos carnívoros, família dos felídeos e pertencente ao gênero Panthera

O conceito de espécie mais comum é o conceito biológico de espécie proposto por Theodosius Dobzhansky e Ernst Mayr que se traduz por: Espécies são grupos de populações naturais que estão ou têm o potencial de estar se intercruzando, e que estão reprodutivamente isolados de outros grupos. Daí resulta que a espécie será o conjunto de indivíduos que partilham o mesmo fundo génico, morfologicamente semelhantes e capazes de se cruzarem entre si em condições naturais, estando isoladas reprodutivamente de outros grupos semelhantes, com os quais, quando se cruzam, não originam indivíduos férteis.
Do ponto de vista estritamente sistemático ou da taxonomia, é a hierarquia compreendida entre o género (ou o subgénero, se existir) e a variedade (ou, seja caso, a subespécie), correspondendo a cada um dos grupos em que se dividem os géneros, formando agrupamentos compostos por indivíduos que, para além dos caracteres genéticos, têm em comum outros caracteres pelos quais se assemelham entre si e se distinguem das demais espécies. Aplicando este conceito, indivíduos de espécies diferentes não se cruzam por falta de condições anatómicas ou por desinteresse sexual. Quando se cruzam, ou não geram descendentes, porque os seus cromossomas não formam pares, ou, quando os geram, produzem híbridos estéreis.
Existem catalogadas 1 755 000 (arredondando) espécies, mas estima-se que na Terra já tenham existido mais de 1 000 000 000 de espécies.

## Evolução do conceito de espécie
O conceito de espécie desde que foi criado vem sendo alterado sempre que se melhoram os conhecimentos e surge alguma inconsistência em relação ao conceito anterior.
O primeiro conceito dizia que espécie é o conjunto de indivíduos semelhantes. No entanto este conceito caiu, pois verificava-se que existiam muitas espécies em que os indivíduos eram semelhantes mas não pertenciam à mesma espécie (Ex.: gorila e orangotango; burro e cavalo; chimpanzé e bonobo, etc.).
Foi então acrescentado à definição de espécie, que para além ser o conjunto de indivíduos semelhantes, eles se conseguiam cruzar (reproduzir) entre si. Mas mais uma vez esta definição acabou por ser considerada insuficiente quando se verificava que indivíduos de algumas espécies diferentes se conseguiam cruzar entre si dando origem a descendentes (Ex.: burro e cavalo → mula/macho; tigre e leão → Ligre/Tigreão, etc.).
Acrescentou-se então que para além ser o conjunto de indivíduos semelhantes que se cruzam (reproduzem) entre si, têm que dar origem a descendentes férteis. Mas de novo apareceram algumas excepções a esta definição, pois algumas espécies diferentes, não só se cruzavam como davam origem a descendentes férteis (tigre e leão → Ligre/Tigreão) embora machos sejam estéreis as fêmeas são férteis; urso polar e urso pardo dão origem a descendentes férteis, etc.).
Ora bem, apesar de algumas espécies diferentes se poderem cruzar entre si e darem origem a descendentes férteis, não vivem naturalmente na mesma região geográfica e por isso nunca se encontrariam em condições naturais, logo esta premissa foi acrescentada à definição de espécie, chegando-se à seguinte definição: Espécie é o grupo de indivíduos semelhantes que se cruzam (reproduzem) entre si, dando origem a descendentes férteis e vivem na mesma região geográfica.
No entanto existem algumas espécies, embora poucas, que não respeitam esta última premissa pois são cosmopolitas, como por exemplo o ser humano (embora em grande parte das regiões geográficas em que vive o faça graças a adaptações artificiais), o pardal ou o rato.
No que se refere à botânica, o conceito de espécie encontra-se grandemente desafiado pois não somente muitas espécies da família Orchidaceae coexistem na mesma região, e são capazes de cruzar naturalmente ajudadas pelas atividades dos insectos polinizadores, como também acontece com espécies pertencentes até mesmo a gêneros diferentes de uma mesma subtribo.

## Conceitos de espécie

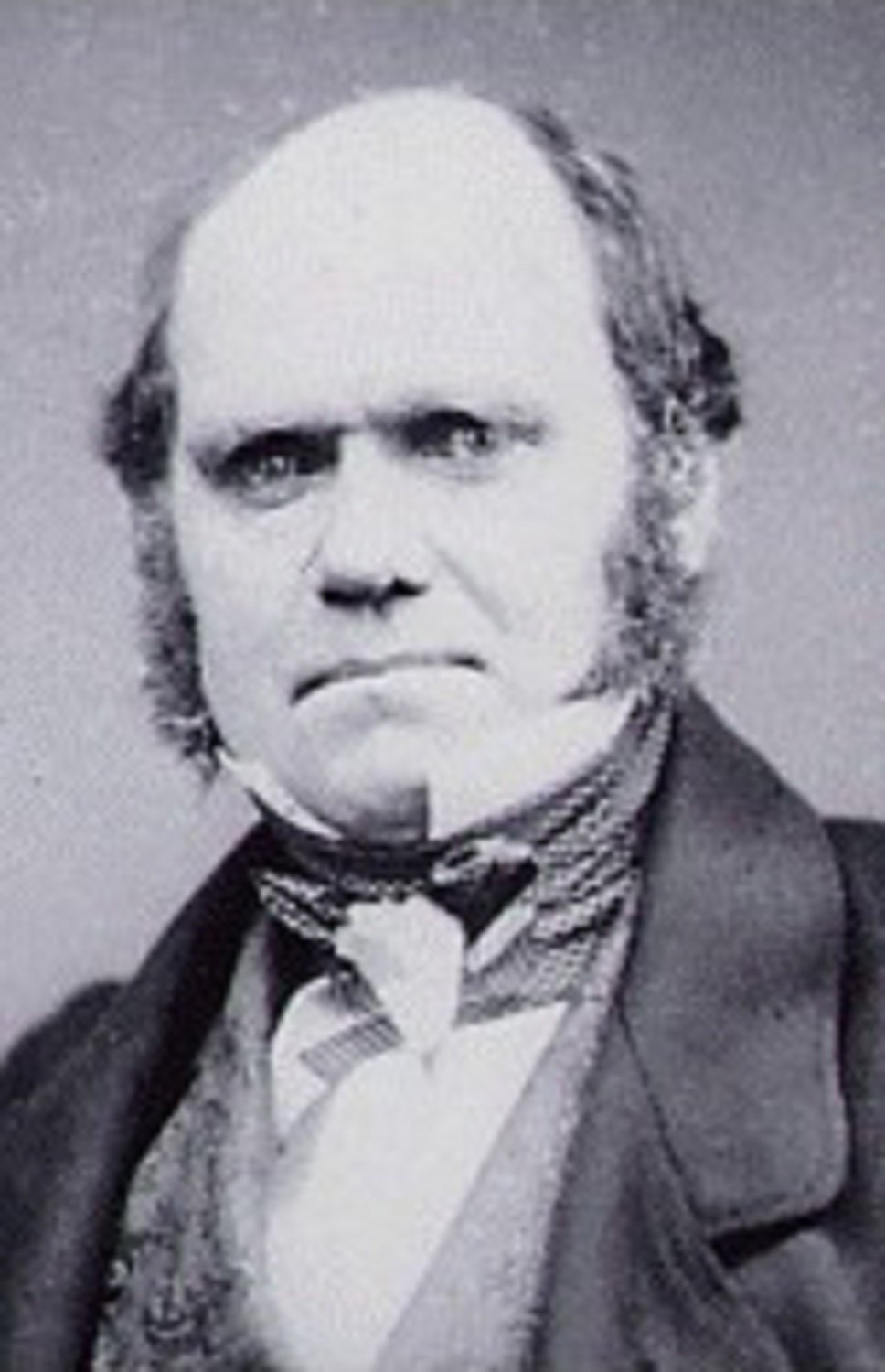
No século XIX, o naturalista britânico Charles Darwin provocou um debate sobre o conceito de espécie

A questão de como melhor definir "espécie" tem ocupado os biólogos por séculos, e o próprio debate tornou-se conhecido como o problema das espécies. Darwin escreveu no capítulo II do A Origem das Espécies:
Nenhuma definição satisfaz a todos os naturalistas, todavia cada naturalista sabe vagamente o que ele quer dizer quando fala de uma espécie. Geralmente, o termo inclui o elemento desconhecido de um ato de criação distinto.
Mas depois, em seu livro A Descendência do Homem e Seleção em Relação ao Sexo, ao abordar "A questão de saber se a humanidade é constituída de uma ou várias espécies", Darwin revisou sua opinião a dizer:
é um esforço inútil decidir esse ponto em fundamentos sólidos, até que uma definição do termo "espécie" seja geralmente aceita; e a definição não deve incluir um elemento que não possa ser determinado, como um ato de criação.
A moderna teoria da evolução depende de uma redefinição fundamental de "espécie". Antes de Darwin, os naturalistas viam espécies como tipos ideais ou geral, que podia ser exemplificado por um espécime ideal tendo todas as características gerais da espécie. As teorias de Darwin deslocaram a atenção da uniformidade para a variação e do geral para o particular.
Em termos práticos, os biólogos definem espécies como populações de organismos que possuem um nível elevado de semelhança genética. Isto pode refletir uma adaptação ao mesmo nicho, bem como a transferência de material genético de um indivíduo para outro, através de uma variedade de meios possíveis. O nível exato de similaridade usado em tal definição é arbitrário, mas esta é a definição usada mais comum para organismos que se reproduzem assexuadamente (reprodução assexuada), como algumas plantas e micro-organismos.

## Nomeação

### Nomes comuns
Os nomes comumente usados para todos os táxons de plantas e animais correspondem, por vezes, a espécies como leão, a morsa e a cânfora, mas muitas vezes não, por exemplo, veado refere-se a uma família que inclui cervos e veados.

### Abreviações
Livros e artigos, por vezes, intencionalmente não identificam interinamente a espécie e usam a abreviação "sp." Por exemplo, Polystira sp., ou seja, uma espécie qualquer do gênero Polystira, e se fizer referência a várias espécies do mesmo a abreviatura a ser usada é "spp", "espécies". Se porventura os cientistas dizem que algo se aplica a todas as espécies dentro de um gênero, eles usam o nome da categoria o nome específico ou epíteto. Os nomes de gêneros e espécies são geralmente impressos em itálico. Abreviaturas como "sp." não devem estar em itálico.

## Conceitos taxonômicos nominalistas ou realistas

### Categoria de espécie
Apesar de ser aplicada a todas as categorias taxonômicas, a categoria de espécie é especialmente discutida quando classificamos o mundo natural em unidades. A partir daí surge questionamentos acerca da imposição dessas categorias como sendo da nossa própria invenção ou se são reais divisões da natureza. A noção de que espécies são divisões artificiais de um contínuo natural é denominado nominalismo, a alternativa de que a natureza seja propriamente dividida em espécies distintas é chamada realismo. Dentro do conceito biológico de espécie, estas são unidades reais, e não nominais, da natureza. Se considerarmos todo conjunto de indivíduos atualmente classificados como humanos e como chimpanzés, esses indivíduos dividem-se em duas unidades reprodutivas distintas. Respeitadas condições, tais como serem sexos diferentes e terem idade reprodutiva, um ser humano pode intercruzar com qualquer outro humano, mas não com um chimpanzé. O cruzamento entre espécies não se intermedeia. Como os intercruzamentos estão reclusos a um certo grupo de indivíduos, uma mutação nova vantajosa irá disseminar-se naquele conjunto de indivíduos, mas não em grupos distintos de espécies. Tomando como exemplo a possível mutação favorável de chimpanzés, a mesma não se estenderia a nós, mesmo que pudéssemos nos beneficiar dela. Por isso, a as espécies biológicas frequentemente formam agrupamentos fenéticos reais e, não nominais. A evidência mais marcante de que as espécies existem como agrupamentos fenéticos provém da "taxonomia popular", na qual constantemente coincide com a taxonomia formal. Em suma, na maioria dos casos, embora não em todos, as espécies na natureza são unidades de intercruzamento reais e, não nominais.

### Espécies tipológicas
Um grupo de organismos em que os indivíduos são membros da espécie se suficientemente em conformidade com certas propriedades fixas ou "direitos de passagem". Os clusters de variações ou fenótipos dentro dos espécimes (ou seja, caudas mais longas ou mais curtas) iria diferenciar as espécies. Este método foi usado como um método "clássico" para determinar as espécies, como em Linnaeus e outros taxonomistas no início da teoria da evolução. No entanto, agora sabemos que diferentes fenótipos nem sempre constituem espécies diferentes (por exemplo: a Drosophila com quatro asas nascida de uma mãe com duas asas não é uma espécie diferente). Espécies nomeadas desta forma são chamadas de morfoespécies.

### Espécies biológicas
O conceito biológico de espécie define as espécies em termos de intercruzamento. Este conceito foi fortemente apoiado pelos fundadores da moderna síntese como Mayr, Dobzhansky e Huxley. Mayr o define como: espécies são grupos de populações naturais realmente ou potencialmente intercruzantes que são reprodutivamente isoladas de outros grupos tais como este.

### Espécies evolutivas
Uma única linhagem evolutiva de organismos em que genes podem ser compartilhados, e que mantém a sua integridade em relação a outras linhagens no tempo e espaço. Em algum ponto na evolução de um grupo, alguns membros podem divergir da população principal e evoluir para uma subespécie, um processo que pode levar à formação de uma nova espécie se o isolamento (geográfico ou ecológico) é mantido. Uma espécie que dá origem a outra espécie é uma espécie parafilética, ou paraespecie.

### Espécies filogenéticas
Um grupo de organismos que compartilham um ancestral; uma linhagem que mantém a sua integridade com respeito a outras linhagens através de tanto tempo quanto espaço. Em algum ponto no progresso de um grupo, os membros podem divergir um do outro: quando tal divergência torna-se suficientemente clara, as duas populações são consideradas espécies distintas. Isso é diferente de espécies evolutivas em que a espécie mãe se extingue taxonomicamente quando uma nova espécie evoluí, as populações mãe e filha se formando agora duas novas espécies. Uma espécie filogenética é um cluster (basal) irredutível de organismos que é diagnosticavelmente distinto a partir de outros tais clusters, e dentro do qual existe um padrão parental de ancestralidade e descendência.

### Espécies de genealogia
Espécies são grupos de organismos "exclusivos", onde um grupo exclusivo é aquele cujos membros são todos mais estreitamente relacionados entre si do que para qualquer organismo fora do grupo. Ou seja, que as espécies devem ser definidas quando um consenso entre genealogias de genes múltiplos indica recíproca monofilia. Os críticos argumentam que essa ideia tem muitos problemas em comum com outros conceitos de monofilia das espécies.

### Espécies de coesão
População de indivíduos mais inclusiva que possuem o potencial para a coesão fenotípica através de mecanismos de coesão intrínsecas. Este conceito foi proposto por Alan R. Templeton e combina um número de conceitos de espécies competitivos. Funde ideias sobre os conceitos de espécies ecológicos, genealógicos e de reconhecimento. Esta é uma expansão do conceito de espécies de reconhecimento de acasalandos por permitir mecanismos de isolamento pós acasalamento; não importa se as populações podem hibridizar com êxito, elas ainda são espécies de coesão distintas se a quantidade de hibridação é insuficiente para misturar completamente seus pools de genes respectivos.

### Espécies ecológicas
As espécies são definidas por seus nichos ecológicos. Ou seja, um conjunto de organismos adaptados a um conjunto particular de recursos, chamado um nicho, no meio ambiente. De acordo com este conceito, as populações formam os clusters fenéticos discretos que reconhecemos como espécies porque os processos ecológicos e evolutivos que controlam como os recursos são divididos tendem a produzir esses clusters.

### Espécies de reconhecimento
Uma espécie é a população mais abrangente de cada um dos organismos biparentais que compartilham um sistema de fertilização comum. Com base na partilha de sistemas reprodutivos, incluindo o comportamento de acasalamento. O conceito de Reconhecimento de espécies, foi introduzido por Hugh EH Paterson, depois de um trabalho anterior por Wilhelm Petersen. O evento crucial para a origem de uma nova espécie, de acordo com Paterson, é a evolução de um novo sistema de reconhecimento de acasalandos.

### Espécies fenéticas
O conceito de espécie fenética aplica a classificação fenética à categoria das espécies. Ou seja, é uma classificação baseada em fenótipos no qual uma espécie é um conjunto de organismos que se assemelham um com o outro e que são distintos de outros conjuntos. Nem sempre a classificação fenética concorda com a filogenética. Um aspecto fenético que é credor de observação é que a mesma não se baseia em uma teoria sobre o motivo de a vida ter organização diversa. Em contrapartida, os conceitos ecológicos e biológicos são teóricos ou explicativos definindo a espécie em termos dos métodos que aparentemente explicam a existência das espécies. Não é teórico nem explicativo, o conceito fenético simplesmente registra a existência das espécies. Por exemplo, no caso dos animais vaca, peixe pulmonado e salmão, pela classificação fenética, os peixes estão mais próximos entre si, ao passo que na classificação filogenética, a vaca e o peixe pulmonado estão mais próximos entre si.

## Influências ecológicas e o fenômeno de substituição de características
A variação de um caráter morfológico como o tamanho do bico, em uma determinada espécie, pode ser limitado porque as formas extremas sofrem competição de espécies vizinhas, influenciando diretamente a forma de uma espécie. A prova mais clara é congruente a substituição de características, no qual se apoia na definição que os indivíduos das duas espécies diferem mais quando provêm de um local em que ambas estão presentes (simpatria, mesmo local) do que quando provêm de locais em que só uma das espécies está presente (alopatria, outro local). Nesses termos, a substituição de características significa que as populações simpátricas das duas espécies diferem mais do que as populações alopátricas dessas mesmas espécies. Visto que é necessário que as duas espécies competidoras tenham distribuições parcialmente sobrepostas, é difícil detectar a substituição de características. 

## Formação de híbridos

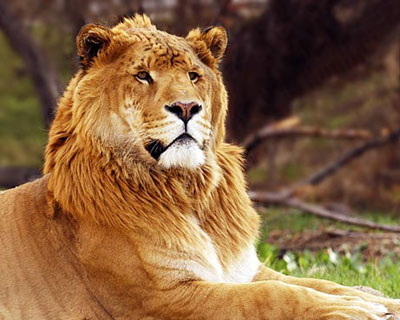
Um ligre é um híbrido originado do cruzamento de um leão com uma tigresa

Criadores e sitiantes sabem que a mula (exemplar fêmea) e o mú ou macho (exemplar macho) são híbridos estéreis que apresentam grande força e resistência. São o produto do acasalamento do burro (Equus asinus) (2n = 62 cromossomas) com a égua (Equus cabalus) (2n = 64 cromossomas). As mulas têm 2n = 63 cromossomas, porque são resultantes da união de espermatozoide com n = 31 cromossomas e óvulo com n = 32 cromossomas.
Considerando os eventos da meiose I para a produção de gametas, o mú e a mula são estéreis. Os cromossomas são de duas espécies diferentes e, portanto, não ocorre pareamento dos chamados cromossomos homólogos, impossibilitando a meiose e a gametogénese.
Por conseguinte, não existe a espécie "mula" porque mus (machos) e mulas são estéreis e não se reproduzem: por não se reproduzirem não se enquadram na definição de espécie.
Outro exemplo de indivíduos originados pelo cruzamento entre espécies diferentes é o ligre, cujos machos são estéreis mas as fêmeas são férteis, produzido pelo cruzamento entre um leão e uma tigresa.